# Kloster Herrieden
Das Franziskanerkloster Herrieden ist ein ehemaliges Kloster der Terziaren des Hl. Franziskus in Herrieden in Bayern in der Diözese Eichstätt.

## Geschichte
Graf Cadolt gründete 782 ein Benediktinerkloster auf dem Gebiet der heutigen Kirche Unserer Lieben Frau und schenkte es Kaiser Karl dem Großen. Letzterer veranlasste dort zwischen 768 und 814 eine Krypta. Im Jahre 888 übernahm der Bischof von Eichstätt das Kloster und verwandelte es in ein Chorherrenstift. Von 797 bis 888 war es das Benediktinerkloster St. Salvator. Ab 888 wurde es zur Wirkungsstätte von Kanonikern. Die letzte Nachricht des Klosters stammt aus dem Jahre 1470. Die Niederlassung ist wohl im 16. Jahrhundert in den Wirren der Reformation untergegangen. 1806 wurde es im Zuge der Säkularisation aufgelöst.